# Vem e' de' du vill ha
Vem e' de' du vill ha, skriven av Thomas G:son och Calle Kindbom, är en poplåt som Kikki, Bettan & Lotta deltog med i den svenska Melodifestivalen 2002, där bidraget slutade på tredje plats i finalen i Globen i Stockholm, efter att ha gått direkt vidare från semifinalen i Falun.
"Vem e' de' du vill ha" utkom 2002 även på singel, och nådde som högst 32:a plats på den svenska singellistan. Under perioden 23 mars –11 maj 2002  låg låten även på Svensktoppen; som bäst på andra plats innan den lämnade listan .
Låten låg även på albumet 20 år med oss av Kikki, Bettan & Lotta, som utkom 2002, då som inledningsspår.
I Dansbandskampen 2010 tolkades låten av CC & Lee.
Kikki, Bettan & Lotta framförde låten i pausen i samband med svenska Melodifestivalen 2010.

## Låtlista
1. Vem e' de' du vill ha
2. Vem e' de' du vill ha (instrumental)

## Listplaceringar
| Lista (2002) | Topplacering |
| ------------ | ------------ |
| Sverige      | 32           |